# 天主教蚌埠教区
蚌埠教區（拉丁語：Dioecesis Pampuvensis）是天主教在中國安徽省北部設立的一個教區，屬安徽教省。

## 歷史

### 清朝禁教
五河縣是天主教最早傳入安徽省的地方。清朝順治六年（1649年）湯若望即來此傳教。雍正禁教後，查禁所有天主教堂，但仍有少量地下信徒。晚清時期，法國籍耶穌會神父又以五河縣為基地，向安徽省北部淮河沿岸地區傳教。

### 蚌埠代牧區
1929年2月21日，原本統轄安徽全省教務的蕪湖宗座代牧區一分為三，安徽北部淮河流域地區被劃為蚌埠宗座代牧區，交由耶穌會義大利籍神父負責。宗座代牧區管轄22縣：鳳陽、鳳台、全椒、懷遠、霍邱、渦陽、來安、靈璧、蒙城、太和、盱眙、天長、定遠、五河、阜陽、潁上、嘉山、壽、滁、亳、宿、泗。1934年有司鐸17人，信徒3,7815人，望教者10,979人。

### 成立教區

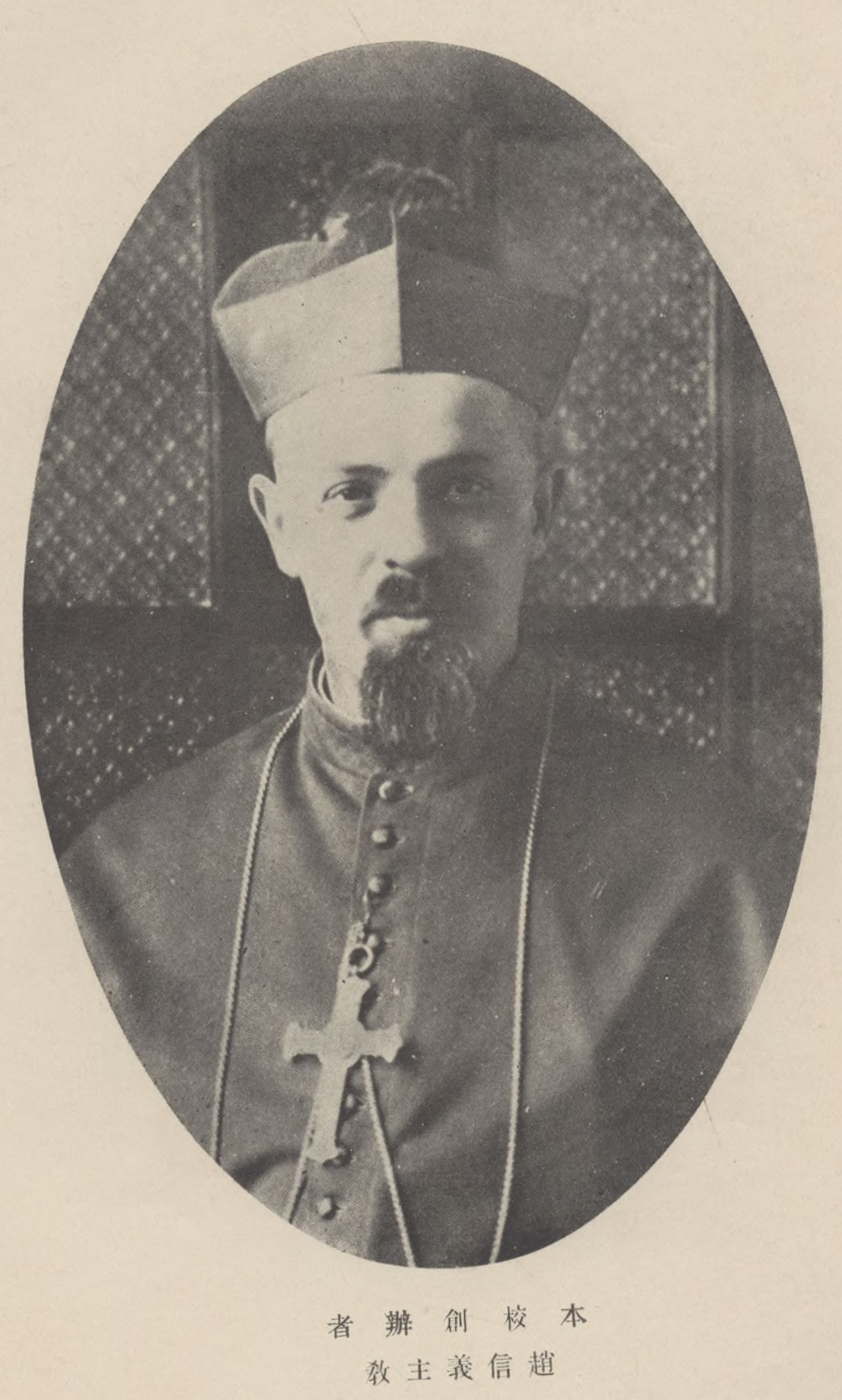
首任主教趙信義

1946年4月11日，聖座在中國正式建立聖統制，蚌埠宗座代牧區升格為蚌埠教區，宗座代牧趙信義主教就職為蚌埠教區首任主教。數年間，蚌埠教區的信徒總數由大約5.2萬人增加至6萬人。 
1949年10月1日，中國共產黨在中國大陸地區建立中華人民共和國，並開始針對天主教進行宗教迫害及打壓。1951年1月，蚌埠教區義大利籍副主教、耶穌會區長周濟眾及明勵志神父被驅逐出境。同年6月，義大利籍趙信義主教病逝，由中國籍張敬業神父擔任教區署理。不久，所有義大利籍傳教士均被驅逐出境，修院停辦，所有教區開辦的學校、醫院和孤兒院等附屬機構均被政府接管，主教府則被治淮委員會佔用。

### 非法自選自聖
1955年9月，由於張敬業教區署理繼續堅持服從教宗，被判處有期徒刑15年。1956年，中國政府成立脫離聖座的蚌埠天主教愛國會，陸蘊輝出任主任、高維新擔任副主任，周益齋神父自稱成為教區署理。1958年8月，愛國會未經聖座准許，安排非法自選自聖周益齋為主教。1966年文化大革命期間，所有教堂被佔用，神職人員被強迫在養雞場勞動，宗教活動完全被禁止。
1980年代，被占的天主教堂陸續歸還。1984年，愛國會再次非法自選自聖朱化宇（原籍河北邢臺）擔任蚌埠教區主教。1985年，蚌埠教區有信徒約1萬人。
2001年，愛國會未獲聖座准許，將安徽省內的3個教區合併成為安徽教區，教座設在合肥。2005年，蚌埠教區有信徒5萬人，而安徽全省僅有信徒6至7萬人。
　

## 教堂
主教座堂：安徽省蚌埠市，1921年－1922年，在大马路天桥东南侧购地4000多平方米，建教堂、楼平房计100多间。

## 歷任主教

### 蚌埠宗座代牧
- 柏露梯主教SJ（1929年12月19日-1933年）[2]
- 趙信義主教SJ（1937年1月15日-1946年4月11日）[3]

### 蕪湖主教
- 趙信義主教SJ（1946年4月11日-1951年6月11日）
  - 張敬業神父SJ（1951年-1997年）：蚌埠教區署理
  - 許欽忠神父SJ，1997年-2005年）：蚌埠教區宗座署理
- 周益齋神父（1958年—1983年）：1958年非法自選自聖[4]
- 朱化宇神父（1986年-2005年）：1986年非法自選自聖[5]